# 하코다테 경마장
하코다테 경마장(函館競馬場)은 일본 홋카이도 하코다테시에 있는 경마장이다. 1896년에 개장되어 일본에 현존하는 경마장으로서는 가장 긴 역사를 가지고 있다. 하코다테시의 피난소로 지정되어 있어, 대규모 지진 발생시에는 주차장이 피난소로서 이용된다.

## 주요 경주
| 경주                         | 거리      | 나이/성별     |
| Grade III                    | Grade III | Grade III     |
| ---------------------------- | --------- | ------------- |
| 하코다테 스프린트 스테이크스 | 1200m     | 3세 이상 오픈 |
| 하코다테 기념                | 2000m     | 3세 이상 오픈 |
| 하코다테 2세 스테이크스      | 1200m     | 2세 암/수     |